# Direction générale des Entreprises
Ne doit pas être confondu avec Direction des grandes entreprises.
 (février 2016).
La direction générale des Entreprises (DGE) est une direction de l'administration publique française, rattachée au ministère de l'Économie et des Finances. Depuis juillet 2018, son directeur général est Thomas Courbe.
Chargée de proposer aux ministres et de mettre en œuvre les politiques de l'État relatives au développement des entreprises, la DGE entretient des relations étroites avec celles-ci et leurs représentants (organisations et fédérations professionnelles, chambres consulaires, réseaux d’accompagnement). Elle concourt à la définition, à la mise en œuvre et à l'évaluation des politiques de compétitivité, d'innovation et d'accompagnement des mutations économiques dans l'essentiel du champ économique (industrie, économie numérique, tourisme, commerce, artisanat, services).
La DGE compte environ 1150 agents dont 640 en administration centrale, et 510 au niveau régional à travers les DREETS. Elle est localisée dans le quartier de Bercy, au 139 Rue de Bercy, 75012 Paris. Au service du ministre de l’Économie, des Finances et de la Souveraineté industrielle et numérique, la direction générale des Entreprises (DGE) conçoit et met en œuvre les politiques publiques concourant au développement des entreprises.

## Origines
La direction générale des Entreprises résulte de la fusion, en 2005, de la direction générale de l'industrie, des technologies de l'information et des postes (DiGITIP) et de la Direction de l'action régionale et de la petite et moyenne industrie (DARPMI).
En 2009, la DGE fusionne avec la direction du commerce, de l'artisanat, des services et des professions libérales (DCASPL) et la Direction du tourisme. Elle prend le nom de direction générale de la compétitivité, de l'innovation et des services (DGCIS), avant de reprendre le nom DGE en 2014.
En 2018, elle réorganise son réseau déconcentré, dont les missions en matière de développement économique sont recentrées sur les filières stratégiques, les politiques d'innovation et l'appui aux entreprises en difficulté, en articulation avec les nouvelles compétences des Régions.
En 2019, elle est la première administration française à généraliser un fonctionnement en mode projet, en supprimant l'échelon administratif du bureau et les fonctions d'adjoint à tous les niveaux. Dans les sous-directions, des équipes projet sont constituées, en fonction des besoins, pour mettre en œuvre les missions de la direction.
En 2020, dans le cadre de la crise sanitaire, la DGE se voit confier des responsabilités importantes dans la conception puis le déploiement du plan de relance de l’économie, qui mobilise un total de 100 milliards d’euros.

## Organisation
La DGE comprend, outre un secrétariat général chargé d'assurer son fonctionnement, cinq services répartis de la façon suivante :
- Le service de l’industrie
- Le service de l'économie numérique
- Le service du tourisme, du commerce, de l'artisanat et des services
- Le service de la compétitivité, de l'innovation et du développement des entreprises
- Le service de l'information stratégique et de la sécurité économiques

### Le service de l'industrie
Il est compétent pour les principales industries manufacturières (chimie, matériaux, mécanique, matériels de transport, énergie, éco-industries, industries de santé, mode et textile, biens de consommation).
Il assure également le contrôle des produits industriels soumis à des réglementations spécifiques tels que les biens et technologies à double usage civil et militaire, à travers le Service des biens à double usage, et les précurseurs de drogues, à travers la Mission nationale de contrôle des précurseurs chimiques.

### Le service de l'économie numérique
Il est compétent pour l’ensemble de l’économie numérique (semi-conducteurs, systèmes complets pour l’informatique ou les réseaux, industries de contenu ou d’usage) et pour les politiques spatiales.
Il assure également des missions dans le domaine de la gestion du spectre électromagnétique, de la réglementation des communications électroniques et des activités postales, et veille à la diffusion du numérique dans l’ensemble de l’économie. Le secrétariat général du Conseil national du numérique lui est rattaché.

### Le service du tourisme, du commerce, de l'artisanat et des services
Il est compétent pour les entreprises artisanales, du commerce, du tourisme, et des services aux entreprises et à la personne.
Il est également chargé de missions de suivi des réglementations relatives à l’accès à certaines professions et contribue à la politique de l’État en matière de professions libérales. Il assure le secrétariat de la Commission nationale d'aménagement commercial.

### Le service de la compétitivité, de l'innovation et du développement des entreprises
Il a pour mission de renforcer la compétitivité et l’innovation dans les entreprises, par des politiques en faveur de l’entrepreneuriat, la recherche et le développement, la simplification, la propriété industrielle et la lutte contre la contrefaçon, la normalisation, la réglementation des produits, la qualité, la métrologie.

### Le service de l’information stratégique et de la sécurité économique
Il a pour mission d’élaborer, en lien avec les ministères concernés, et d’animer la politique publique en matière de protection et de promotion des intérêts économiques, industriels et scientifiques de la Nation et d’en évaluer l’efficacité. Il est compétent en matière de coordination des engagements des investissements étrangers en France pris par certaines entreprises. Il est créé par le décret no 2016-66 du 29 janvier 2016,.

## Le pôle d'expertise et de régulation du numérique
En septembre 2020, le Gouvernement crée le pôle d'expertise de régulation du numérique, qui assiste l'ensemble des services de l'État dans les domaines du traitement des données, des sciences des données et des procédés algorithmiques, sous la forme d'un service à compétence nationale rattaché à la Direction générale des entreprises.
Depuis janvier 2025, la DGE pilote le nouvel Institut national pour l’évaluation et la sécurité de l’intelligence artificielle (INESIA).

## Recrutement
La DGE recrute ses agents parmi les membres des grands corps techniques et administratifs de l'État, notamment directement à la sortie du corps des mines (4 à 6 agents chaque année) et de l'INSP. Elle est la principale employeuse des ingénieurs des mines au sein de l'administration française. Elle recrute également un nombre important d'agents sous statut contractuel[réf. nécessaire].

## Historique des directeurs généraux

### Directeur général des entreprises
- Thomas Courbe, ingénieur général de l'armement, nommé le 6 juillet 2018[10]
- Pascal Faure, ingénieur général des mines, nommé le 18 septembre 2014[11]

### Directeur général de la compétitivité, de l'industrie et des services
- Luc Rousseau, ingénieur général des mines, nommé le 14 janvier 2009[12]

## Textes de référence
- Décret no 2009-37 du 12 janvier 2009 relatif à la direction générale des entreprises
- Arrêté du 18 décembre 2019 portant organisation de la DGE.